# Малые Бутырки (Алтайский край)
Малые Бутырки — село в Мамонтовском районе Алтайском крае Российской Федерации. Входит в состав Мамонтовского сельсовета (до 2010 г. образовывало отдельное сельское поселение Малобутырский сельсовет).

## История
Основано в 1851 году. В 1928 году состояло из 300 хозяйств, основное население — русские. В административном отношении являлось центром Мало-Бутырского сельсовета Мамонтовского района Барнаульского округа Сибирского края.

## Население
| 1926 | 1997 | 1998 | 1999 | 2000 | 2001 | 2002 | 2003 | 2004 | 2005 |
| ---- | ---- | ---- | ---- | ---- | ---- | ---- | ---- | ---- | ---- |
| 1507 | ↘965 | ↗986 | ↘964 | ↗966 | ↘935 | ↗945 | ↗954 | ↗955 | ↗965 |
| 2006 | 2007 | 2008 | 2009 | 2010 | 2011 | 2012 | 2013 |      |      |
| ↘957 | ↘955 | ↘952 | ↗981 | ↘934 | ↘933 | ↗938 | ↘934 |      |      |

### Национальный состав
Согласно результатам переписи 2002 года, в национальной структуре населения русские составляли 76 %.

### Известные жители
- Титова, Ефимия Денисовна (1908—1962) — колхозница, Герой Социалистического Труда (1948).